# أليسون لي روزنفيلد
أليسون لي روزنفيلد (بالإنجليزية: Alyson Leigh Rosenfeld) هي مغنية وممثلة أمريكية، ولدت في 21 مارس 1987 في نيويورك في الولايات المتحدة.

## وصلات خارجية
- الموقع الرسمي
- أليسون لي روزنفيلد على موقع IMDb (الإنجليزية)
- أليسون لي روزنفيلد على موقع ألو سيني (الفرنسية)
- أليسون لي روزنفيلد على موقع قاعدة بيانات الفيلم (الإنجليزية)
- أليسون لي روزنفيلد على موقع كينوبويسك (الروسية)
- أليسون لي روزنفيلد على موقع ANN person (الإنجليزية)